# Sánchez (Repubblica Dominicana)
Sánchez è un comune della Repubblica Dominicana di 26.505 abitanti, situato nella Provincia di Samaná.